# Чизмићи
Чизмићи је насељено место у Босни и Херцеговини у граду Цазину. Административно припада Федерацији Босне и Херцеговине, односно њеном Унско-санском кантону. Према попису становништва из 2013. у насељу је било 871 становника, а већинску популацију чинили су Бошњаци.

## Становништво
По последњем службеном попису становништва из 2013. године у овом насељу живело је 871 становника, а село је било етнички хомогено са већинском бошњачком популацијом.
| Националност | 2013. | 1991.        | 1981. | 1971. |
| Бошњаци      | —     | 751 (98,69%) | —     | —     |
| Срби         | —     | 1 (0,13%)    | —     | —     |
| Југословени  | —     | 7 (0,92%)    | —     | —     |
| остали       | —     | 2 (0,26%)    | —     | —     |
| Укупно       | 871   | 761          | —     | —     |